# Bijelo Polje (ort i Montenegro, lat 42,30, long 19,20)
Bijelo Polje är en ort i Montenegro. Den ligger i den södra delen av landet, 16 km söder om huvudstaden Podgorica. Bijelo Polje ligger 9 meter över havet och antalet invånare är 765.
Terrängen runt Bijelo Polje är platt åt sydost, men åt nordväst är den kuperad.  Trakten runt Bijelo Polje är nära nog obefolkad, med mindre än två invånare per kvadratkilometer. Närmaste större samhälle är Podgorica, 16,2 km norr om Bijelo Polje. I omgivningarna runt Bijelo Polje växer i huvudsak blandskog.